# Mo Brooks
Mo Brooks, né le 29 avril 1954 à Charleston en Caroline du Sud, est un homme politique américain. Il est membre du Parti républicain et représentant de l'Alabama de 2011 à 2023.

## Biographie
Il est membre de la Chambre des représentants de l'Alabama de 1982 à 1992. En 2010, il est élu à la Chambre des représentants des États-Unis pour le 5e district de l'Alabama. Il est réélu en 2012, 2014, 2016, 2018 et 2020.
En mars 2017, Brooks déclare que certains républicains ne veulent pas abroger l'Obamacare même si leur parti a voté plusieurs fois pour le faire.
Il juge l'élection de Joe Biden à la présidence des États-Unis frauduleuse et appelle à annuler le scrutin. Il justifie par la suite sa présence au rassemblement « Save America » à Washington en janvier 2021, lequel a été suivi de l'invasion du Capitole par des partisans de Donald Trump, faisant cinq morts dont un policier, et des dizaines de blessés.
En mars 2021, il annonce sa candidature aux élections sénatoriales de 2022 pour briguer le poste du républicain Richard Shelby, non candidat à sa réélection. Il reçoit alors le mois suivant le soutien de Donald Trump. Toutefois, en difficulté dans les sondages et après avoir affirmé que les républicains devaient arrêter de se focaliser sur l'élection de 2020, il perd le soutien de l'ancien président en mai 2022. Le 21 juin, il perd au second tour de la primaire républicaine contre Katie Britt, ancienne directrice de cabinet du sénateur sortant ayant reçu le soutien de Trump dans l'entre-deux-tours.